# I ragazzi stanno bene (singolo)
I ragazzi stanno bene è un singolo del gruppo musicale italiano Negrita, pubblicato il 6 febbraio 2019 come primo estratto dal terzo album di raccolta I ragazzi stanno bene (1994-2019).
Il brano è stato presentato in gara al 69º Festival di Sanremo, dove si è classificato al 20º posto.

## Video musicale
Il videoclip è stato pubblicato il 5 febbraio 2019 sul canale Vevo-YouTube del gruppo.

## Classifiche
| Classifica (2019) | Posizione massima |
| ----------------- | ----------------- |
| Italia            | 60                |